# Gerbilliscus kempi
Gerbilliscus kempi — вид гризунів з родини мишевих (Muridae).
За даними МСОП у 2004 році, те, що вони називають G. kempi, було знайдено в Беніні, Буркіна-Фасо, Бурунді, Камеруні, Центральноафриканській Республіці, Чаді, Демократичній Республіці Конго, Кот-д'Івуарі, Ефіопії, Гані, Гвінеї, Кенії, Малі, Нігерії, Руанді, Сьєрра-Леоне, Судані, Того, Уганді та, можливо, Ліберії.